# Jean Raoux
Jean Raoux (* 1677 in Montpellier; † 10. Februar 1734 in Paris) war ein französischer Maler. Zusammen mit Sébastien Bourdon, Joseph-Marie Vien, François-Xavier Fabre und Frédéric Bazille zählt er zu den bekanntesten Malern aus dem Languedoc. Der Zeitgenosse Antoine Watteaus spielte eine wichtige Rolle bei der Erneuerung der französischen Malerei während der Régence-Zeit.

## Leben und Werk
Raoux begann seine Ausbildung in Montpellier, wechselte aber später nach Paris in die Werkstatt von Bon Boullogne (1649–1734). Zwischen 1705 und 1714 hielt er sich in Rom, Padua und Venedig auf. Nach seiner Rückkehr nach Paris wurde er 1717 Mitglied der Académie royale de peinture et de sculpture und wurde unter anderem vom Großprior Philippe de Vendôme (1655–1727) mit Aufträgen versehen, arbeitete aber auch für den Régent Philipp II. von Orléans.
Neben anderen Museen besitzt auch der Louvre mehrere Gemälde von Raoux, etwa die „Junge Frau beim Lesen eines Briefes“ (ein Thema, das er in verschiedenen Versionen malte) oder „Telemach bei Calypso“ (1722). Diese Werke befinden sich aber momentan im Depot und werden nicht in der Präsenzausstellung gezeigt.
Vom 28. November 2009 bis zum 11. April 2010 fand im Musée Fabre in seiner Heimatstadt eine große Einzelausstellung statt, die insgesamt 80 Werke des Künstlers aus französischen und anderen europäischen Sammlungen vereinte, davon mehr als die Hälfte Gemälde.

## Galerie

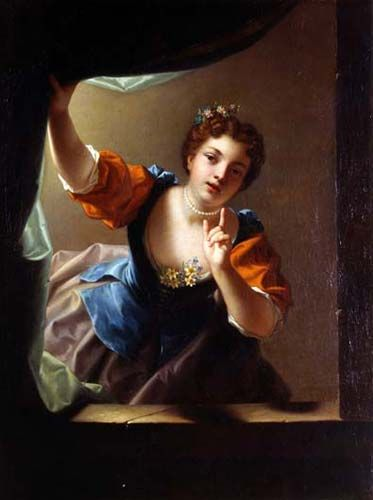
L’indiscrète (1728)
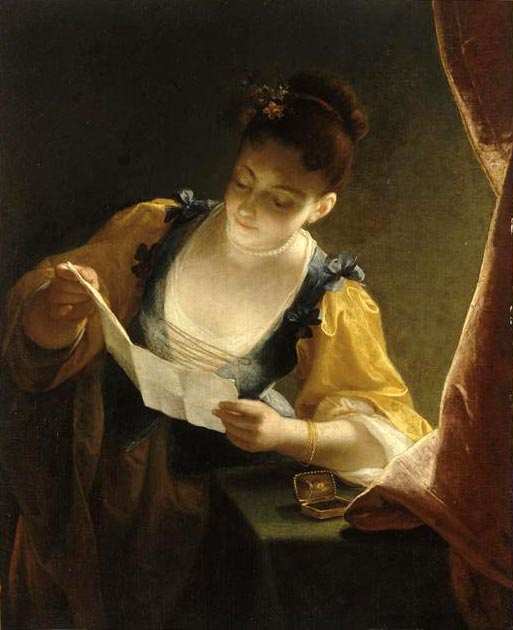
Junge Frau beim Lesen eines Briefes
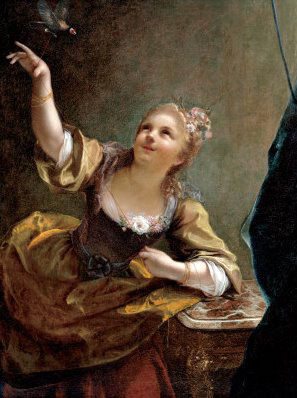
Jeune fille qui fait voler un oiseau (1717)
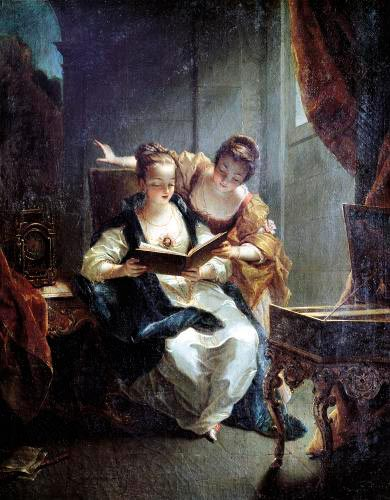
Les petites musiciennes
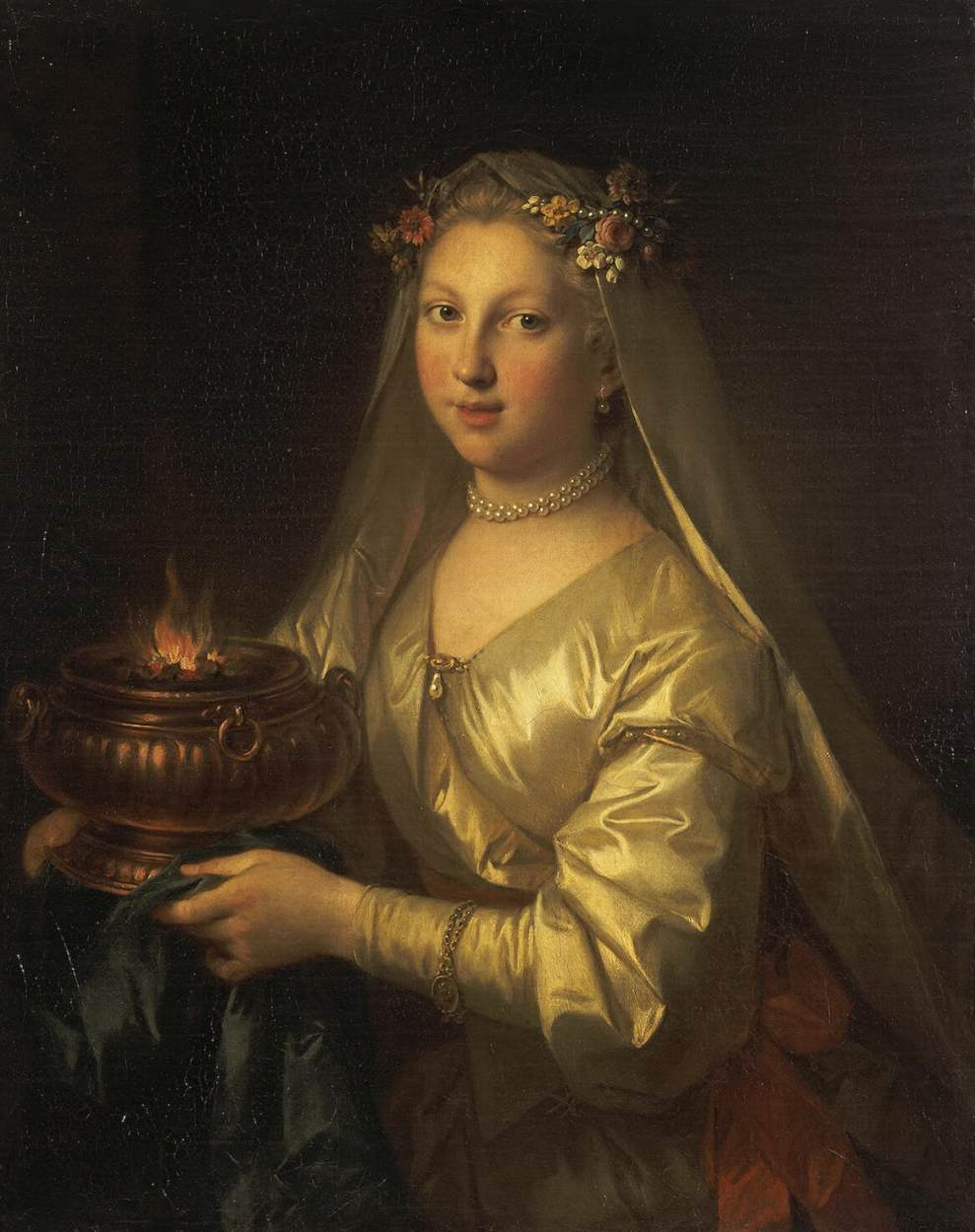
Vestalin
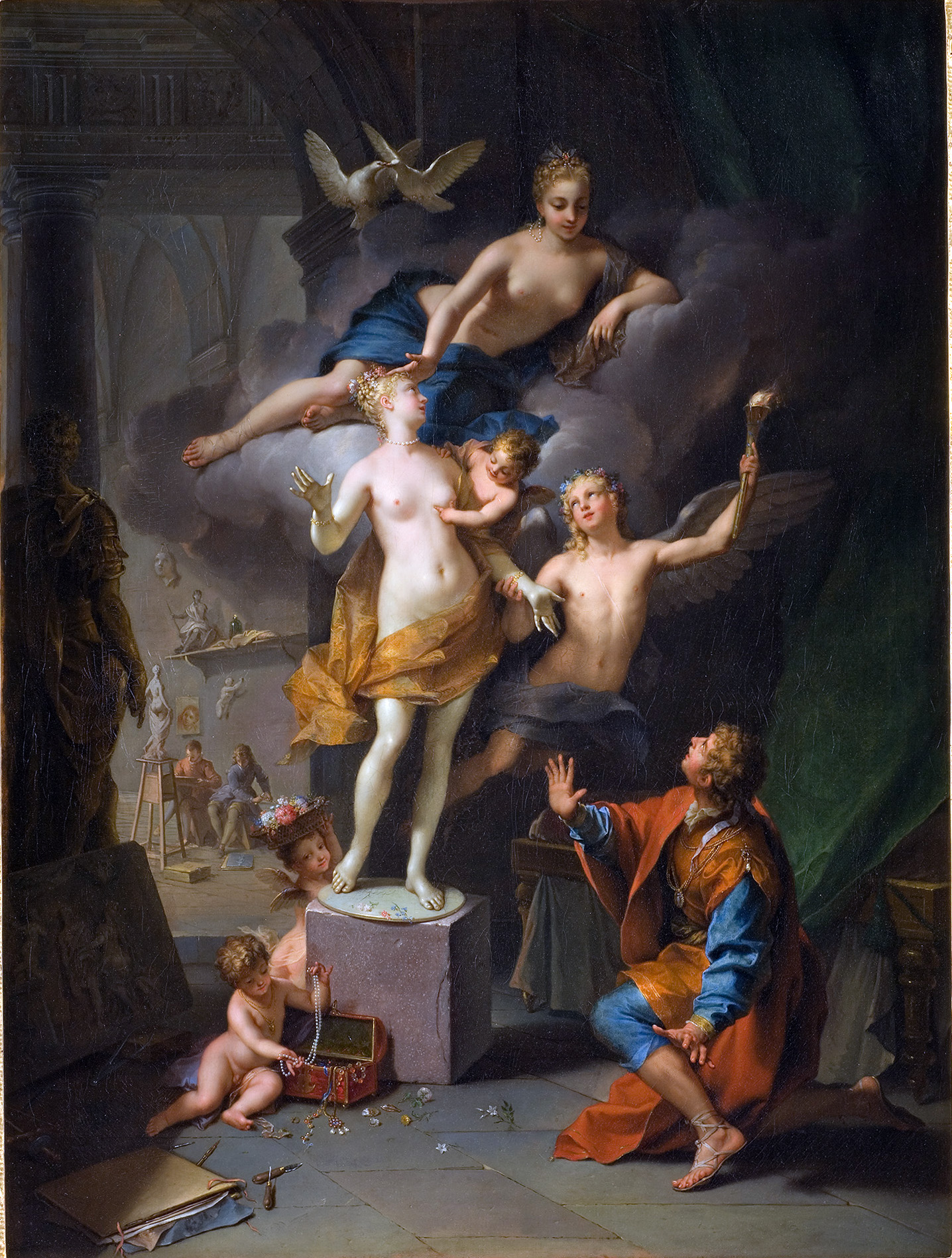
Pygmalion amoureux de sa statue (1717)
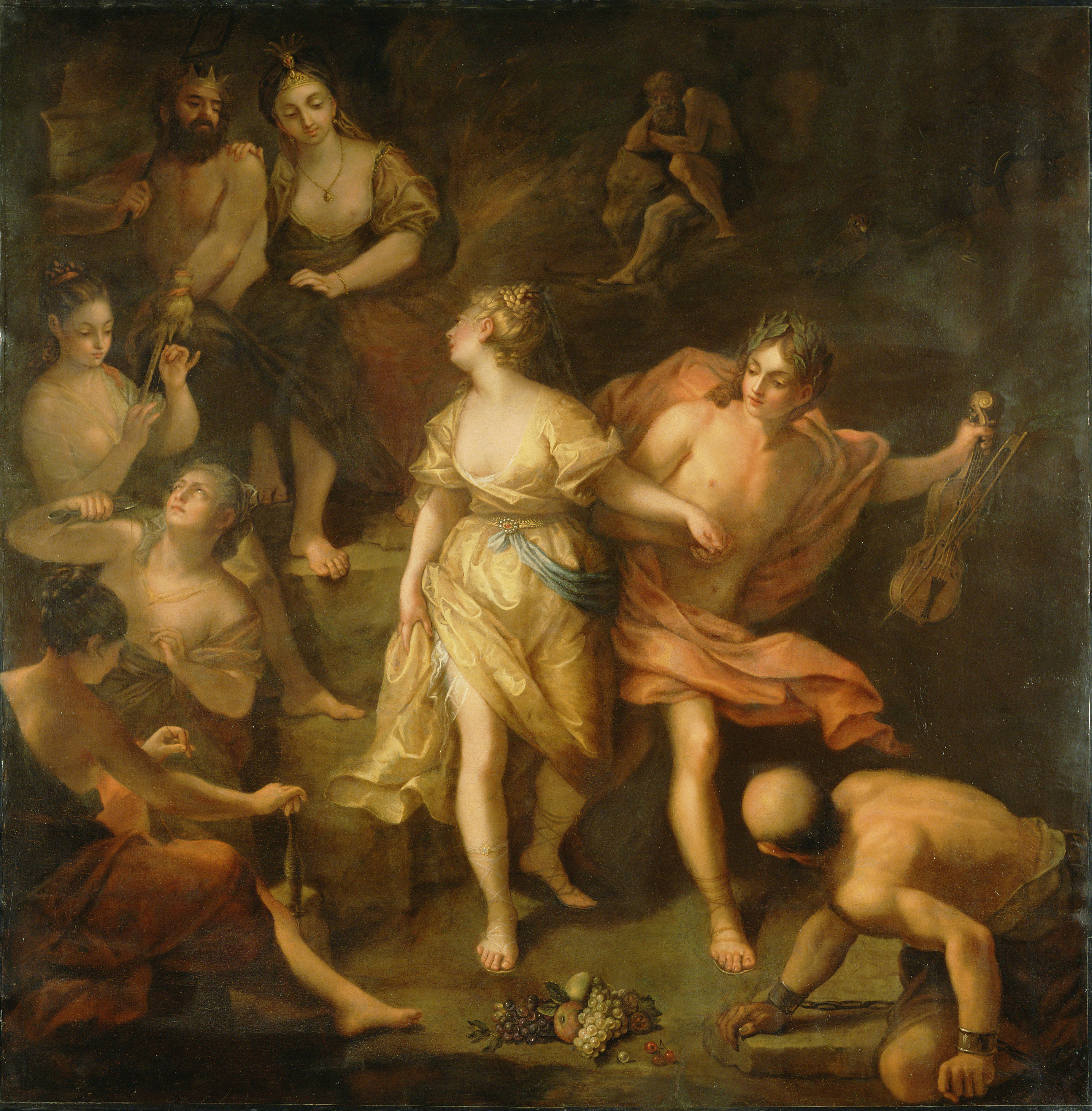
Orpheus und Eurydike (ca. 1718–1720)
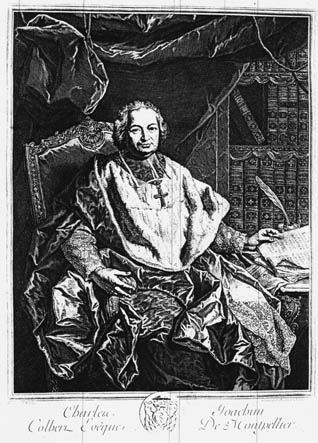
Charles-Joachim Colbert de Croissy, Bischof von Montpellier (Stich von François Chéreau nach Jean Raoux)